# Eudesmia mina
Eudesmia mina là một loài bướm đêm thuộc phân họ Arctiinae, họ Erebidae.